# براين شو
براين شو (بالإنجليزية: Brian Shaw) مواليد 22 مارس 1966 في أوكلاند، هو لاعب كرة سلة أمريكي أصبح مدرباً بدأ مسيرته الاحترافية في سنة 1988. يبلغ طوله 6 قدم 6 بوصة (2.0 م). مثّل منتخب بلاده. اعتزل اللعب في 2003.

## الميداليات
| الميدالية | المسابقة                         |
| --------- | -------------------------------- |
| ذهبية     | بطولة كأس العالم لكرة السلة 1986 |

## روابط خارجية
- براين شو على موقع الاتحاد الدولي لكرة السلة (الإنجليزية)
- براين شو على موقع إن بي أي (الإنجليزية)
- براين شو على موقع سبورتس رفرنس (الإنجليزية)
- براين شو على موقع كرة السلة الأوروبية.كوم (الإنجليزية)
- براين شو على موقع كلية كرة السلة في سبورتس رفرنس.كوم (الإنجليزية)
- براين شو على موقع ريلجم (الإنجليزية)
- براين شو على موقع بروبوليرز (الإنجليزية)
- براين شو على موقع سبورتس رفرنس (الإنجليزية)